# Leptolejeunea elliptica
Leptolejeunea elliptica là một loài Rêu trong họ Lejeuneaceae. Loài này được (Lehm. & Lindenb.) Schiffner mô tả khoa học đầu tiên năm 1893.